# Fangen paa Kalø
Fangen paa Kalø er en dansk stumfilm fra 1910 produceret af Fotorama efter manuskript af N. Ejbye-Ernst. Filmen er baseret på Carit Etlars roman af samme navn. Filmens instruktør er ukendt.
Det er uklart, om filmen blev færdigproduceret.

## Medvirkende
- Aage Fønss som Gustav Vasa